# ГазУкраїна-2009
«ГазУкраїна-2009» — українська група компаній, що працює у сфері торгівлі зрідженим природним газом, нафтопродуктами та нерухомістю в європейських країнах (зокрема, в Росії). Контролює 70% ринку збуту зрідженого газу в Україні.

## Історія
Маловідома фірма вперше заявила про себе в жовтні 2010 року, коли на аукціоні придбала весь об'єм палива Кременчуцького нафтопереробного заводу — 8 тисяч тонн. До цього спеціального аукціону допускали тільки фірми, які затвердив комітет аукціону, де 6 із 10 місць належало Міністерству енергетики та вугільної промисловості України.
У жовтні 2012 року «ГазУкраїна» претендувала на купівлю Лисичанського нафтопереробного заводу, а сума угоди мала становити близько 300 млн доларів за даними ЗМІ. Також претендентами на цей об'єкт була група компаній Дмитра Фірташа та кілька інших компаній. Антимонопольний комітет України станом на 10 грудня 2012 року не дав дозвіл на продаж заводу. Експерти пояснюють це боротьбою лобістів інтересів різних компаній в уряді.
24 грудня 2012 року на офіційній сторінці футбольного клубу «Металіст» (Харків) з'явилося повідомлення про те, що новим інвестором команди є «ГазУкраїна», яка досягла домовленостей щодо придбання клубу у бізнесмена Олександра Ярославського. Колишній президент «Металіста» заявив, що на нього чинили тиск, змусивши продати клуб. З цією версією погоджується харківський економіст Олександр Кірш.
ТзОВ «ГазУкраїна-2009» зареєстроване у Сімферополі. Керівником і власником групи компаній вважають 27-річного харків'янина Сергія Курченка.